# Parafia św. Rity z Cascii w Lusówku
Parafia Świętej Rity z Cascii – rzymskokatolicka parafia znajdująca się we wsi Lusówko, w gminie Tarnowo Podgórne, w powiecie poznańskim. Należy do dekanatu przeźmierowskiego.
Powstała 1 stycznia 2014 w wyniku wyodrębnienia z parafii św. Jadwigi i św. Jakuba Apostoła w Lusowie.
Obecnie nabożeństwa odprawiane są w kaplicy, która mieści również probostwo. Obok kaplicy wznoszony jest kościół, który będzie pełnił funkcję świątyni parafialnej.
Do parafii należą także kaplice na ogródkach działkowych w Sierosławiu i Otowie.